# San Carlos de Bariloche

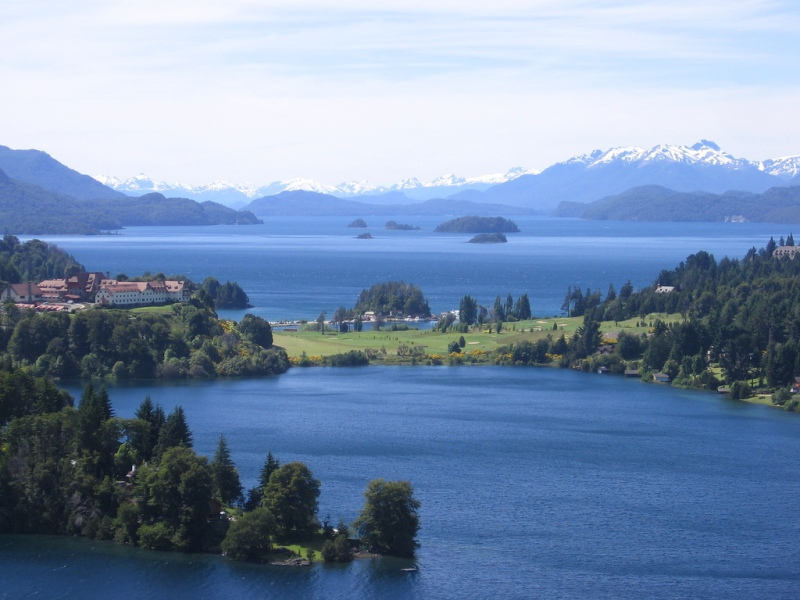
Bariloche vintern 2012.

San Carlos de Bariloche är en ort i delstaten Rio Negro i Argentina. Orten ligger i norra Patagonien, vid sjön Lago Nahuel Huapí, nära statsgränsen mellan Argentina och Chile. 

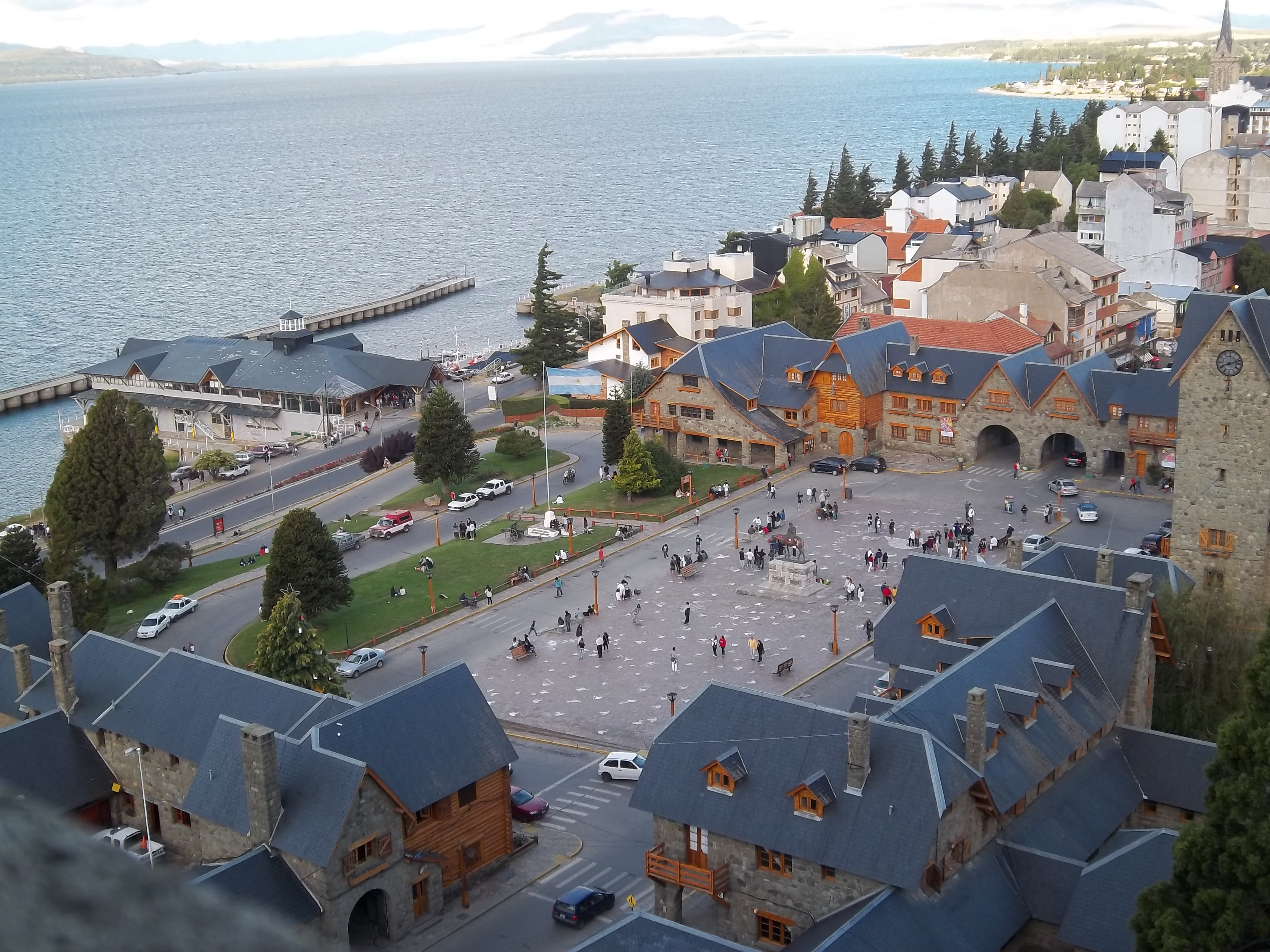
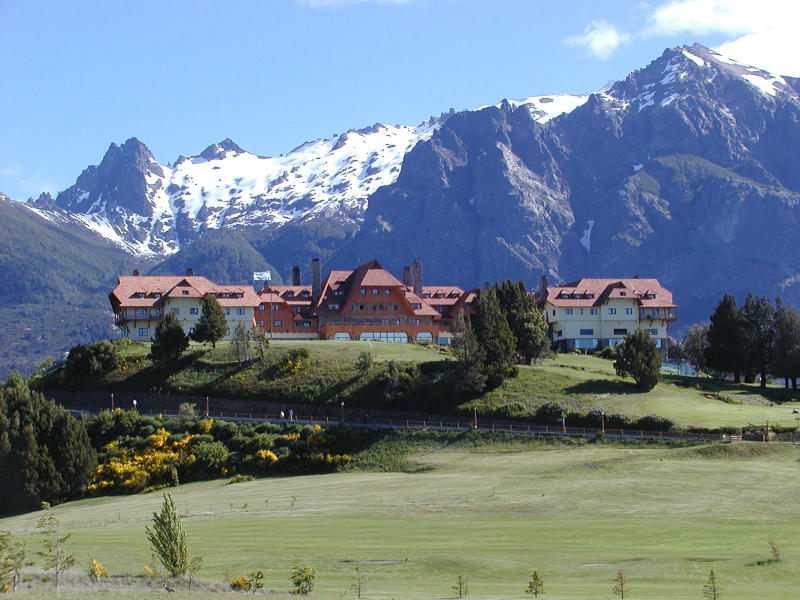
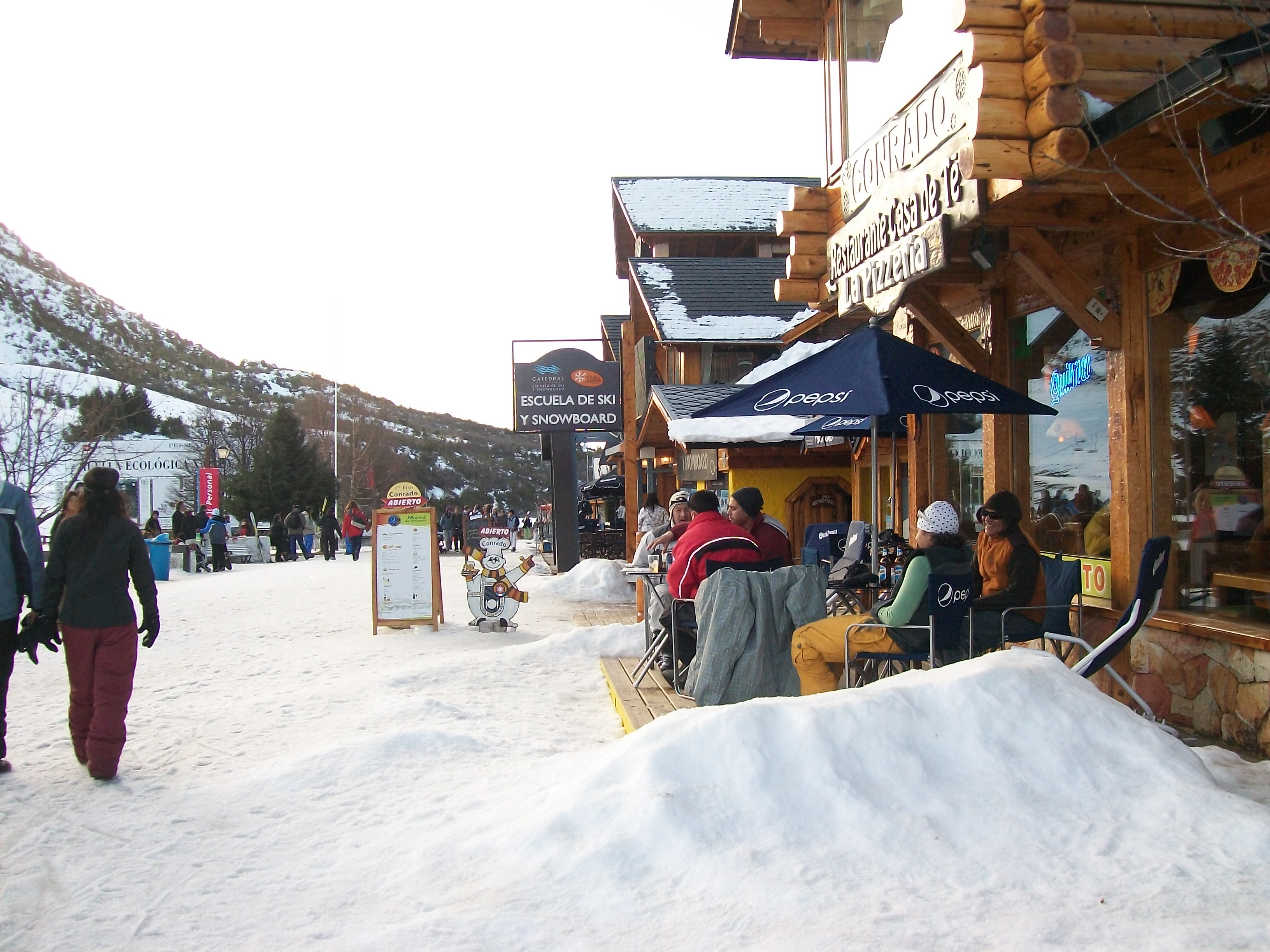